# Брэдстрит, Кайл
Кайл Брэ́дстрит (англ. Kyle Bradstreet; 1979/1980, Палмайра, штат Нью-Йорк) — американский телесценарист и продюсер.
С 2015 по 2019 год Брэдстрит работал над сериалом USA Network «Мистер Робот». Является создателем и исполнительным продюсером грядущего мини-сериала на платформе Disney+ «Секретное вторжение». События сериала происходят в медиафраншизы «Кинематографическая вселенная Marvel» (КВМ).

## Карьера
Во время учебы в Государственном колледже Буффало он познакомился с телевизионным писателем Томом Фонтаной, а после окончания Брэдстрит переехал в Нью-Йорк, и, работая на Фонтану, написал для него телесериалы «Филантроп», «Легавый» и «Борджиа». Он также работал над телесериалом «Берлинская резидентура» в качестве продюсера-консультанта.
Брэдстрит являлся сценаристом и исполнительным продюсером сериала телеканала USA Network «Мистер Робот» с 2015 по 2019 год, а в 2016 году был номинирован на премию «Эмми» в категории «Лучший драматический сериал».
В сентябре 2020 года было объявлено, что Брэдстрит напишет и покажет телесериал «Секретное вторжение» для платформы Disney+, события которого происходят в медиафраншизе «Кинематографическая вселенная Marvel» (КВМ). Он напишет сценарий и станет исполнительным продюсером телесериала «Алиса не мертва», основанного на одноименном подкасте. Он также выступит в роли шоураннера телесериала.

## Личная жизнь
Брэдстрит вырос в Пальмире, штат Нью-Йорк. Его мать, Лорен, является специалистом по чтению в средней школе Пальмира-Македон, которую Брэдстрит окончил в 1998 году. Он также учился в Государственном колледже Буффало, изначально планируя стать учителем английского языка. В настоящее время он живет в Нью-Йорке.

## Фильмография
| Год       | Название               | Известен как | Известен как            | Примечание                                                                       |
| Год       | Название               | Сценарист    | Продюсер                | Примечание                                                                       |
| --------- | ---------------------- | ------------ | ----------------------- | -------------------------------------------------------------------------------- |
| 2009      | Филантроп              | Да           | Нет                     | Эпизод: «San Diego», также редактор историй и штатный писатель                   |
| 2011      | Борджиа                | Да           | Нет                     | Teleplay: "Ondata di calore", also story editor                                  |
| 2012–2013 | Легавый                | Да           | Да                      | Сценарист 7 эпизодов, курирующий продюсер, также исполнительный редактор сюжетов |
| 2015–2019 | Мистер Робот           | Да           | Исполнительный директор | Сценарист 9 эпизодов, также курирующий продюсер и соисполнительный продюсер      |
| 2016      | Берлинская резидентура | Да           | Да                      | Продюсер-консультант, написал эпизод: «False Negative»                           |
| 2023      | Секретное вторжение    | Да           | Исполнительный директор | Создатель сериала                                                                |

## Награды и номинации
| Год  | Награда                        | Категория                   | Работа       | Результат | Прим. |
| ---- | ------------------------------ | --------------------------- | ------------ | --------- | ----- |
| 2016 | Премия Гильдии сценаристов США | Новый сериал                | Мистер Робот | Победа    | [ 9 ] |
| 2016 | Премия Гильдии сценаристов США | Драматический сериал        | Мистер Робот | Номинация | [ 9 ] |
| 2016 | Эмми                           | Лучший драматический сериал | Мистер Робот | Номинация | [ 5 ] |